# Aufwertungsrechtsprechung
Aufwertungsrechtsprechung bezeichnet eine Reihe von Entscheidungen, die während der Inflation nach dem Ersten Weltkrieg vom deutschen Reichsgericht gefällt wurden.

## Hintergrund
Als Folge des verlorenen Krieges, insbesondere in den Jahren 1922 und 1923, kam es im Deutschen Reich zu einer Hyperinflation, die zu einer erheblichen Verringerung der Kaufkraft der Mark führte (Deutsche Inflation 1914 bis 1923). Dies machte eine Anpassung von Schulden, die aus der Zeit vor der Inflation stammten, notwendig, da ansonsten Schuldner ihre alten Verbindlichkeiten mit nahezu wertlosem Geld hätten zurückzahlen können und so die Gläubiger dieser Schulden um den ursprünglichen Wert ihrer Forderungen geprellt worden wären. Eine gesetzliche Reaktion hierauf war nicht zu erwarten, da der Staat, das Deutsche Reich, selbst als Schuldner der Kriegsanleihen von der Situation profitierte.

## Reichsgericht
Das Reichsgericht, damals oberstes Gericht in Deutschland, reagierte am 28. November 1923 (in einem Fall, in dem ein Gläubiger als Kläger von seinem Schuldner als Beklagtem forderte, eine Hypothek für ein Grundstück im ehemaligen Südwestafrika mit Goldmark anstatt mit Papiermark zu begleichen) mit einer Entscheidung, in der es heißt: „An eine wesentliche Entwertung des Papiergeldes, noch dazu an eine derart hohe, wie sie nach dem unglücklichen Ausgange des Weltkriegs und nach dem Umsturz immer mehr Wirklichkeit geworden ist, hat also der Gesetzgeber beim Erlaß der Vorschrift nicht gedacht.“
Hieraus leitete das Reichsgericht die Befugnis ab, den zahlenmäßigen Betrag einer Schuld selbst ohne entsprechende Klausel im Vertrag dem veränderten Geldwert anzupassen, d. h. „aufzuwerten“. Dies war historisch bemerkenswert, da die damalige positivistische Auffassung im Recht davon ausging, dass Rechtsfortbildung Sache des Gesetzgebers, nicht aber der Gerichte, sei. Die Rechtsprechung entwickelte sich zum mittlerweile im BGB (§ 313) kodifizierten Institut des Wegfalls der Geschäftsgrundlage fort, allerdings wählte das Reichsgericht in Ermangelung anderer Möglichkeiten § 242 (Treu und Glauben) zum Anknüpfungspunkt für diese Rechtsprechung.

## Konflikt mit dem Gesetzgeber
Da diese Rechtsprechung den Interessen des Staates zuwiderlief, kam es zu Gerüchten über eine bevorstehende gesetzliche Regelung. Diesen trat der Vorstand des Richtervereins entgegen, indem er am 8. Januar 1924 erklärte, dass, sollte der Gesetzgeber die Entscheidung des Reichsgerichts umstoßen, dieses dem Gesetzgeber die Gefolgschaft verweigern und das Gesetz nicht anwenden werde – nach damaligem positivistischem Verständnis ein unerhörter Vorgang. Zwar distanzierte sich der Präsident des Reichsgerichts wie auch andere Richter von dieser Erklärung. Als aber der Gesetzgeber die Aufwertungsfrage zunächst durch Verordnung, später durch Gesetz regeln wollte, nahm das Reichsgericht in zwei Urteilen eine Überprüfung der Rechtmäßigkeit und damit Gültigkeit der Rechtsnormen vor. Begründet wurde dies wie folgt:

„Da die Reichsverfassung selbst keine Vorschrift enthält, nach der die Entscheidung über die Verfassungsmäßigkeit der Reichsgesetze den Gerichten entzogen und einer bestimmten anderen Stelle übertragen wäre, muß das Recht und die Pflicht des Richters, die Verfassungsmäßigkeit von Reichsgesetzen zu überprüfen, anerkannt werden.“

## Nachwirkung
Das deutsche Recht kannte damals (anders als etwa das US-amerikanische, vgl. die bahnbrechende Entscheidung Marbury v. Madison) keine Befugnis von Gerichten, ein Gesetz auf Verfassungsmäßigkeit zu überprüfen und gegebenenfalls zu verwerfen. Das Grundgesetz für die Bundesrepublik Deutschland weist diese Befugnis dem Bundesverfassungsgericht zu. Die Aufwertungsrechtsprechung kann damit, neben ihrer zivilrechtlichen Bedeutung, auch als Vorläufer der modernen deutschen Verfassungsgerichtsbarkeit gesehen werden.